# Ctenidium floribundarioides
Ctenidium floribundarioides är en bladmossart som beskrevs av Tosco och Piovano 1956. Ctenidium floribundarioides ingår i släktet Ctenidium och familjen Hypnaceae. Inga underarter finns listade i Catalogue of Life.